# Ogończyk inkaski
Ogończyk inkaski (Synallaxis courseni) – gatunek małego ptaka z rodziny garncarzowatych (Furnariidae). Występuje w zachodniej części Ameryki Południowej – endemicznie w Peru. W Czerwonej księdze gatunków zagrożonych IUCN klasyfikowany jest jako gatunek bliski zagrożenia (NT, ang. Near Threatened).

## Systematyka
Takson ten po raz pierwszy zgodnie z zasadami nazewnictwa binominalnego opisał amerykański ornitolog Emmet Reid Blake, na podstawie holotypu (Nr 283686) należącego do Muzeum Historii Naturalnej w Chicago, a zebranego we wrześniu 1968 roku przez Petera Hockinga. Jego opis opublikowano w 1971 roku na łamach „The Auk”. Autor nadał gatunkowi nazwę Synallaxis courseni, a jako miejsce typowe podał Bosque Ampay (Abancay), region Apurimac w Peru, na wysokości 9000 stóp (około 2750 m n.p.m.). Badania molekularne wykazały, że ogończyk inkaski jest najbliżej spokrewniony z ogończykiem andyjskim (Synallaxis azarae). Jest gatunkiem monotypowym.

### Etymologia
- Synallaxis: gr. συναλλαξις sunallaxis, συναλλαξεως sunallaxeōs „wymiana, zamiana”[10].
- courseni: na cześć amerykańskiego przemysłowca i ornitologa Charlesa Blaira Coursena (1899–1974)[5][11].

## Morfologia
Mały ptak o ciemnokasztanowych tęczówkach. Nie występuje dymorfizm płciowy. Dziób dosyć długi i cienki, górna szczęka od czarnej do ciemnoszarej, żuchwa niebieskoszara z czarnym zakończeniem. Gatunek ten jest w większości ciemnoszary. Czoło, boki głowy, szyja, grzbiet i pokrywy nadogonowe ciemnoszare z lekkim oliwkowym odcieniem. Na głowie ruda dosyć duża czapeczka. Gardło i podgardle czarne z jasnoszarymi zakończeniami piór tworzącymi jasne cętki. Dolne części ciała jednolicie ciemnoszare z bokami o lekko oliwkowym odcieniu. Ogon ciemnobrązowy, długi, z dziesięcioma sterówkami o postrzępionych końcach. Skrzydła rude z ciemnobrązowymi zakończeniami lotek. Młode osobniki mają grzbiet i szczyt głowy brązowe, a dolne części ciała bladobrązowe. Długość ciała 17–18 cm, masa 15 g.
Wymiary szczegółowe:
|                       | Samiec  |
| --------------------- | ------- |
| Długość skrzydła (mm) | 61–63   |
| Długość ogona (mm)    | 102–112 |
| Długość dzioba (mm)   | 14–15   |

## Zasięg występowania
Ogończyk inkaski występuje endemicznie w bardzo zawężonym obszarze w południowo-środkowym Peru – w prowincji Abancay (w regionie Apurímac) oraz na przyległym obszarze regionu Cuzco. Zasięg występowania (EOO, Extent of Occurrence) według szacunków organizacji BirdLife International obejmuje około 1940 km². Ptak występuje w zakresie wysokości od 2210 do 3850 m n.p.m.

## Ekologia i zachowanie
Jego głównym habitatem są dolne warstwy, gęsty podszyt lasu mglistego, wilgotny las Podocarpus, roślinność wtórnego wzrostu i zarośla w okolicach lasów. Szczególnie preferuje obszary występowania bambusów Chusquea. Długość pokolenia jest określona na 3,11 roku. Ptak ten żeruje zazwyczaj pojedynczo, rzadziej w parach, a tylko czasami w stadach mieszanych. Niewiele wiadomo na temat diety ogończyka inkaskiego. Składa się głównie z owadów i innych stawonogów. Zaobserwowano, że podejmuje pokarm z liści i niewielkich gałęzi do wysokości 4,5 m nad poziomem gruntu.

### Rozmnażanie
Prawie nie ma informacji o rozmnażaniu i gniazdowaniu tego gatunku, niedojrzałe ptaki obserwowano w marcu.

## Status
W Czerwonej księdze gatunków zagrożonych IUCN ogończyk inkaski od 2024 roku jest klasyfikowany jako gatunek bliski zagrożenia (NT, ang. Near Threatened); wcześniej uznawano go za gatunek narażony (VU, ang. Vulnerable). Liczebność populacji jest szacowana na 1200–1600 dorosłych osobników. Ptak ten wykazuje pewną tolerancję i możliwość adaptacji do siedlisk zdegradowanych i pofragmentowanych. Ze względu na brak dowodów na spadki liczebności bądź istotne zagrożenia dla gatunku BirdLife International ocenia trend liczebności populacji jako stabilny. Główne obszary występowania tego ptaka leżą w obrębie rezerwatu Santuario Nacional de Ampay.